# Kommercialisering
Kommercialisering (af fransk: commercialiser) betegner det at gøre noget, typisk et produkt, kommercielt, dvs. sende det på markedet. Begrebet anvendes også om det at udbrede markedstankegangen og den kapitalistiske logik til brancher, der normalt ikke er kommercielle, f.eks. sundhedsvæsen, forskning og uddannelse.
Kommercialiseringen er den sidste etape i udviklingen af nye produkter, opfindelser m.v., men forveksles ofte med selve forretningsudviklingen, der går forud for kommercialiseringen. 
Ordet kommercialsering anvendes også i negativ betydning, hvis man mener at markedsgørelsen i det pågældende tilfælde er uønsket. Det er således beslægtet med ordet tivolisering. 